# The Reichenbach Fall
The Reichenbach Fall é o terceiro e último episódio da segunda temporada da série de televisão da BBC Sherlock. Ele foi escrito por Stephen Thompson e estrela Benedict Cumberbatch como Sherlock Holmes, Martin Freeman como o Dr. John Watson e Andrew Scott como Jim Moriarty. O episódio lida com a tentativa de Moriarty tentar levar a Sherlock ao suicídio. O episódio foi transmitido pela primeira vez na BBC One e BBC One HD em 15 de janeiro de 2012. Ele atraiu 9,78 milhões de telespectadores, e reação crítica ao episódio foi positiva. Após o episódio ter ido ao ar, há também muita mídia e especulação, que estão focados na morte de Sherlock.
Inspirado pelo "The Final Problem", de Sir Arthur Conan Doyle, o episódio segue a trama de Moriarty para desacreditar e matar Sherlock Holmes, também fortemente usando elementos do filme The Woman in Green. O título faz referência às Cataratas de Reichenbach, o local onde Holmes e Moriarty supostamente cairam para a morte na história original. Algumas sequências no episódio que estão definidos na Torre de Londres foram filmadas no Castelo de Cardiff. Outros locais usados incluem o Newport Cemetery, Tredegar House e Cardiff City Hall, bem como outras áreas ao redor Cardiff incluindo Broadway e Cardiff Bay.

## Enredo
John Watson está em seu primeiro encontro com o terapeuta durante dezoito meses. Lutando para explicar a sua visita, ele finalmente sufoca as palavras, "meu melhor amigo, Sherlock Holmes, está morto." O episódio tem flashes de volta para três meses antes, com Sherlock recebendo aplausos e presentes de várias pessoas para quem ele tenha resolvido casos, juntamente com muita atenção da mídia indesejável, especialmente para a sua recuperação de uma pintura Turner das Cataratas de Reichenbach.
Enquanto isso, Moriarty passa a invadir o castelo onde as jóias da coroa são mantidos, e abre simultaneamente o cofre na Bank of England e desbloqueia todas as células em Pentonville Prison através de seu telefone celular. Antes da violação das jóias da coroa, ele escreve as palavras "Get Sherlock" ("Peguem Sherlock") do lado de fora, para ser visto pelas câmeras de segurança. Em seguida, ele se permite ser pego pela polícia vestindo as jóias e sentado no trono.
Sherlock é chamado a testemunhar no julgamento de Moriarty. Sherlock explica que Moriarty é um gênio do crime. Moriarty tem ameaçado as famílias dos jurados. Depois de ser absolvido, Moriarty visita Sherlock e diz-lhe: "Eu te devo". Enquanto isso, John é convocado para ver Mycroft, que explica que alguns assassinos profissionais se mudaram para apartamentos em Baker Street e pede-lhe que ligue para Sherlock.
Sherlock e John vão investigar o sequestro dos filhos do embaixador britânico para os EUA, Rufus Bruhl, diz que é parte de um complô de Moriarty para fazer que os outros suspeitem que Sherlock ao encenar todos os seus casos a si mesmo. Ele traumatizou a menina, ela está com medo de Sherlock quando vê-lo, fazendo com que o sargento Donovan para suspeite de Sherlock. Os relutantes de Lestrade é forçado a prender Sherlock, mas Sherlock escapa com John algemado a ele como seu "refém". Eles percebem que Moriarty comvenveu o submundo co crime com "Get Sherlock",  Moriarty deu a Sherlock o código de computador que ele usou para retirar seu assalto triplo, um código que pode ignorar todos os sistemas de segurança.
Sherlock e John invadiram a casa de um jornalista, Kitty Riley, prestes a publicar uma exposição sobre Sherlock. Lá, eles acham que Moriarty criou uma identidade falsa, Richard Brook (ou Rich Brook, "Bach Reicher" em alemão), um ator a quem Sherlock supostamente pagou para posar como um mestre do crime. Agora, um homem procurado com a sua imagem de mídia na iminência pode cair a pique, Sherlock lança uma jogada final. Deixando John e Molly no hospital, onde ele confessa que ao contrário do que ela mesma acredita, ela faz questão para ele, e que ele sempre confiou nela. Lá, ele revela a sua vulnerabilidade a Molly, confirmando ela mais cedo, qua a "dedução" de que ele não era "ok", que ele vai morrer e pede a ela se ela está disposta a ajudar, dizendo-lhe que ele "precisa dela". John vai para o Clube Diógenes questionar Mycroft e descobre que ele divulgada informações pessoais de Sherlock durante os interrogatórios de Moriarty. Enquanto isso, Sherlock deduz que o programa anti-segurança foi codificado na batida dos dedos de Moriarty, durante sua visita anterior.
John encontra Sherlock no laboratório do Hospital, mas deixa depois de ouvir que Sra. Hudson foi baleada. Textos de Sherlock e Moriarty, que o atende no telhado do hospital para resolver o que o criminoso chama seu "problema final". Sherlock alega que, com o código, ele pode apagar Richard Brook eletronicamente. Moriarty revela que não existe um código, ele apenas subornado homens de segurança, e que Sherlock deve comprometer o suicídio, se não, os assassinos de Moriarty vão matar John, Sra. Hudson e Lestrade. Sherlock percebe que Moriarty tem uma prova de falhas e pode chamar os assassinatos. Sherlock então convence Moriarty que ele está disposto a fazer qualquer coisa para fazê-lo ativar a prova de falhas; depois de reconhecer que ele e Sherlock são iguais, Moriarty diz a Sherlock que: "Enquanto eu estiver vivo, você pode salvar os seus amigos", em seguida, comete suicídio, atirando na própria boca, negando assim que Sherlock conheceu dos códigos de abortar e a capacidade de provar Moriarty que existe.

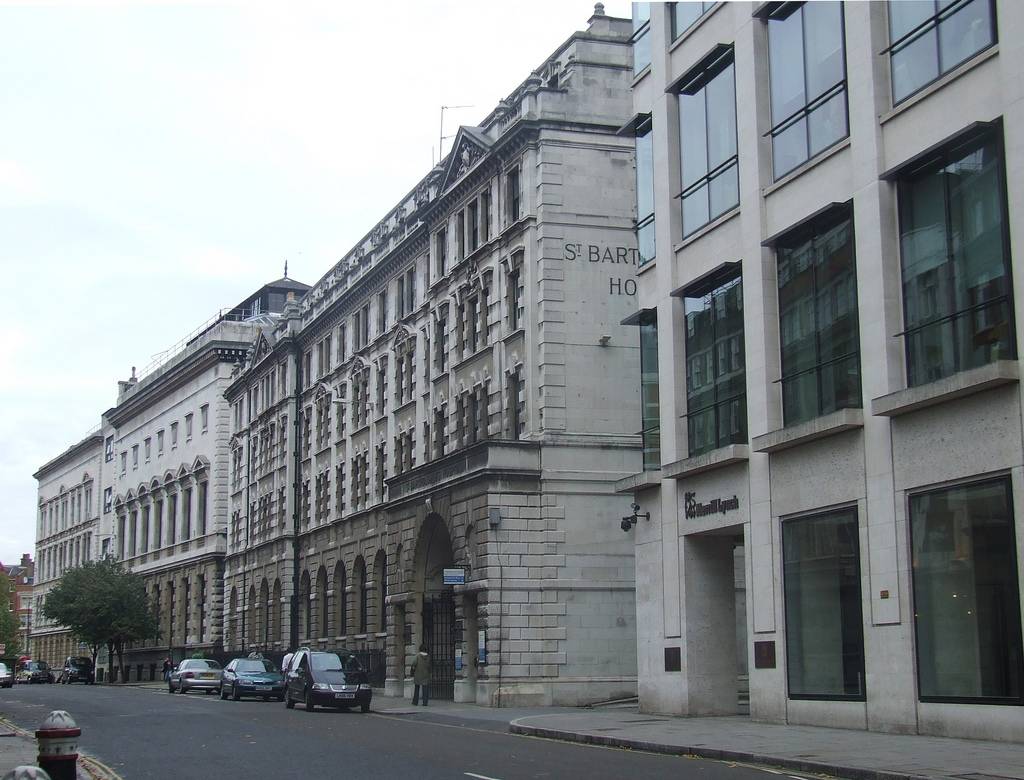
Hospital São Bartolomeu, conhecido também como Barts, ou St Bartholomew's Hospital

Com nenhuma forma de usar o fail-safe, Sherlock chama John, que está correndo de volta da 221B Baker Street depois de perceber o relatório sobre a Sra. Hudson era um ardil. Alegando que ele sempre foi uma farsa e explicando este último telefonema é a sua "nota", Sherlock salta do telhado do Hospital St. Bartholomew, com John olhando da rua, garantindo assim que a verdadeira identidade de Moriarty morre com ele. Depois de ser derrubado no chão por um ciclista, John tropeça para assistir, em transe, como o corpo ensanguentado de Sherlock é levado pelos funcionários do hospital.
O episódio retorna à sessão de terapia de John, onde ele é incapaz de se abrir. Mycroft é mostrado lendo o jornal tablóide The Sun, com uma manchete "Suicídio do Falso Gênio". Mais tarde, John visita o túmulo de Sherlock com a Sra. Hudson. Lá, ele reafirma sua fé em Sherlock e pede-lhe para não estar morto. Quando ele se afasta, Sherlock olha das sombras, fora da vista de John, antes de também a uma curta distância.

## Referências no episódio

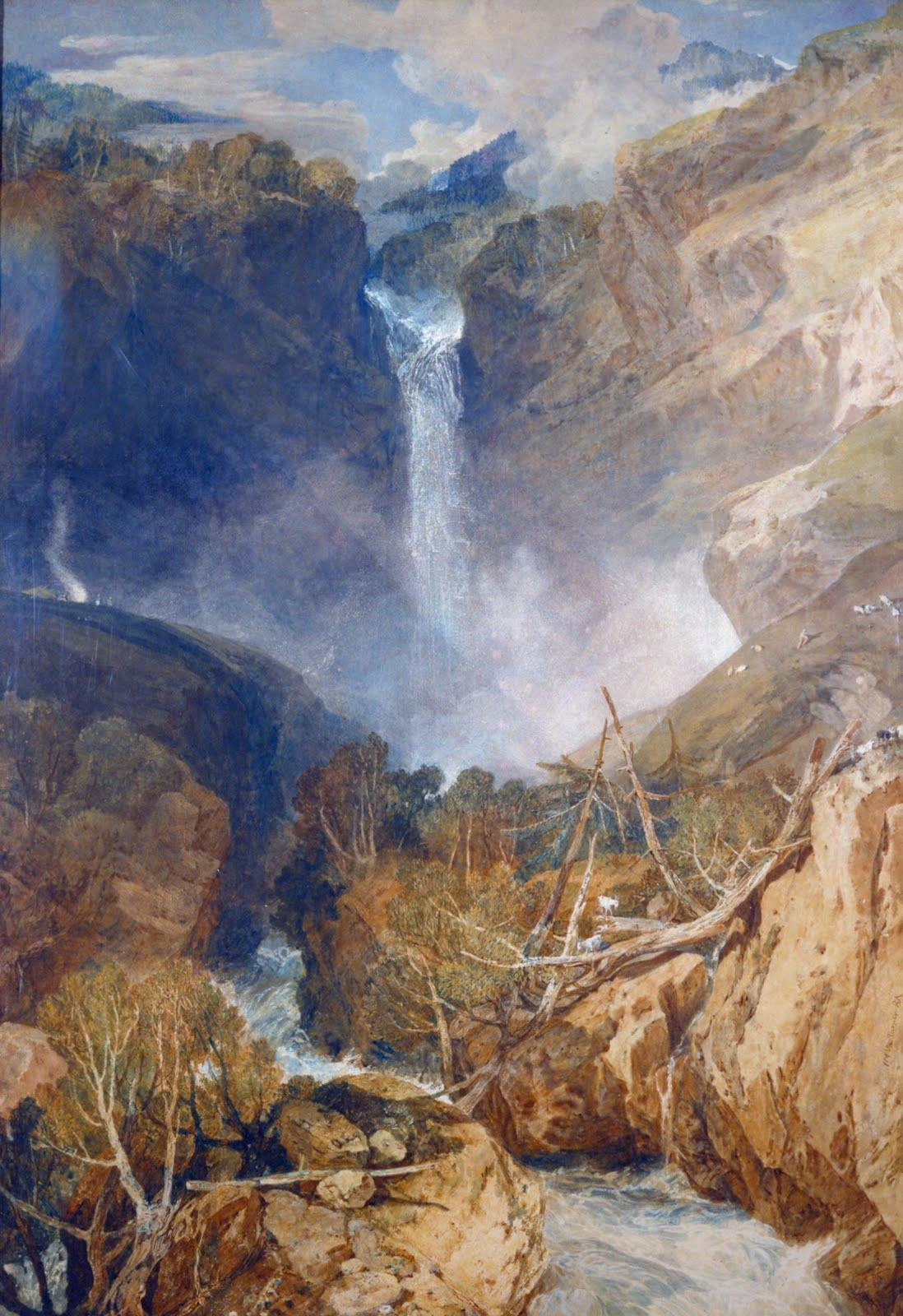
Pintura da Turner das Cataratas de Reichenbach, que Holmes recupera no início do episódio. O original está na coleção de The Higgins Art Gallery & Museum.